# 中国驻肯尼亚大使列表
本列表为中華人民共和國驻肯尼亚历任大使名录。

## 历任中国驻肯尼亚大使

### 中华人民共和国驻肯尼亚大使（1964年至今）
1963年12月14日，中华人民共和国与肯尼亚建交。
| 姓名   | 任命           | 任命           | 到任          | 递交国书       | 免职           | 免职           | 离任          | 外交衔级 | 外交职务     | 备注                                     |
| 姓名   | 全国人大常委会 | 主席           | 到任          | 递交国书       | 全国人大常委会 | 主席           | 离任          | 外交衔级 | 外交职务     | 备注                                     |
| ------ | -------------- | -------------- | ------------- | -------------- | -------------- | -------------- | ------------- | -------- | ------------ | ---------------------------------------- |
| 吴晓达 | 不適用         | 不適用         | 1964年3月     | 1964年3月6日   | 不適用         | 不適用         | 1964年4月     | 参赞     | 临时代办     | 筹备开馆                                 |
| 王雨田 | 1963年12月18日 | 1964年2月4日   | 1964年4月     | 1964年4月20日  | 不適用         | 不適用         | 1967年1月     | 大使     | 特命全权大使 |                                          |
| 李颉   | 不適用         | 不適用         | 1967年1月     |                | 不適用         | 不適用         | 1967年7月     |          | 临时代办     |                                          |
| 郭志强 | 不適用         | 不適用         | 1967年        |                | 不適用         | 不適用         | 1970年        |          | 临时代办     |                                          |
| 王惠民 | 不適用         | 不適用         | 1970年        |                | 不適用         | 不適用         | 1973年        |          | 临时代办     |                                          |
| 李石   | 不適用         | 不適用         | 1973年        |                | 不適用         | 不適用         | 1974年9月     |          | 临时代办     |                                          |
| 王越毅 | 不適用         | 不適用         | 1974年9月7日  | 1974年9月23日  | 1979年2月23日  | 不適用         | 1979年1月     | 大使     | 特命全权大使 | 兼常驻联合国环境署代表                   |
| 杨克明 | 1979年2月23日  | 不適用         | 1979年4月21日 | 1979年5月4日   | 1984年7月7日   | 1984年12月14日 | 1984年6月     | 大使     | 特命全权大使 | 兼常驻联合国环境署代表                   |
| 卫永清 | 1984年7月7日   | 1984年12月14日 | 1984年12月    | 1984年12月28日 | 1986年6月25日  | 1987年1月3日   | 1986年12月7日 | 大使     | 特命全权大使 | 兼常驻联合国环境署代表                   |
| 薛谋洪 | 1986年6月25日  | 1987年1月3日   | 1987年1月     | 1987年3月19日  | 1989年2月21日  | 1989年8月1日   | 1989年7月     | 大使     | 特命全权大使 | 兼常驻联合国环境署代表                   |
| 吴明廉 | 1989年2月21日  | 1989年8月1日   | 1989年8月     | 1989年8月23日  | 1992年12月28日 | 1993年3月2日   | 1993年2月     | 大使     | 特命全权大使 | 兼常驻联合国环境署代表、联合国人居署代表 |
| 陈平初 | 1992年12月28日 | 1993年3月2日   | 1993年3月     | 1993年4月29日  | 1996年3月1日   | 1996年11月12日 | 1996年10月    | 大使     | 特命全权大使 | 兼常驻联合国环境署代表、联合国人居署代表 |
| 安永玉 | 1996年3月1日   | 1996年11月12日 | 1996年11月    | 1996年11月13日 | 2000年7月8日   | 2001年2月16日  | 2000年11月    | 大使     | 特命全权大使 | 兼常驻联合国环境署代表、联合国人居署代表 |
| 杜起文 | 2000年7月8日   | 2001年2月16日  | 2000年12月    | 2001年1月9日   |                | 2003年5月9日   | 2003年3月     | 大使     | 特命全权大使 | 兼常驻联合国环境署代表、联合国人居署代表 |
| 郭崇立 |                | 2003年5月9日   | 2003年4月     | 2003年5月6日   | 2006年2月28日  | 2006年9月19日  | 2006年8月     | 大使     | 特命全权大使 | 兼常驻联合国环境署代表、联合国人居署代表 |
| 张明   | 2006年2月28日  | 2006年9月19日  | 2006年9月     | 2006年10月11日 | 2008年10月28日 | 2009年6月1日   | 2009年3月     | 大使     | 特命全权大使 | 兼常驻联合国环境署代表、联合国人居署代表 |
| 邓洪波 | 2008年10月28日 | 2009年6月1日   | 2009年5月11日 | 2009年7月7日   | 2010年6月25日  | 2010年9月19日  | 2010年9月     | 大使     | 特命全权大使 | 兼常驻联合国环境署代表、联合国人居署代表 |
| 刘光源 | 2010年6月25日  | 2010年9月19日  | 2010年9月13日 | 2010年9月15日  | 2013年10月25日 | 2014年2月27日  | 2014年1月     | 大使     | 特命全权大使 | 兼常驻联合国环境署代表、联合国人居署代表 |
| 刘显法 | 2013年10月25日 | 2014年2月27日  | 2014年1月30日 | 2014年2月11日  | 2017年12月27日 | 2018年5月31日  | 2018年4月     | 大使     | 特命全权大使 | 兼常驻联合国环境署代表、联合国人居署代表 |
| 孙保红 | 2017年12月27日 | 2018年5月31日  | 2018年5月13日 | 2018年6月5日   | 2018年12月29日 | 2019年4月4日   | 2018年8月     | 大使     | 特命全权大使 | 兼常驻联合国环境署代表、联合国人居署代表 |
| 吴鹏   | 2018年12月29日 | 2019年4月4日   | 2019年3月22日 | 2019年4月8日   | 2020年4月29日  | 2020年9月2日   | 2020年6月     | 大使     | 特命全权大使 | 兼常驻联合国环境署代表、联合国人居署代表 |
| 周平剑 | 2020年6月20日  | 2020年9月2日   | 2020年8月31日 | 2020年9月2日   |                | 2025年1月9日   | 2024年12月    | 大使     | 特命全权大使 | 兼常驻联合国环境署代表、联合国人居署代表 |
| 郭海燕 |                | 2025年1月9日   | 2025年1月6日  | 2025年1月13日  | 现任           |                |               | 大使     | 特命全权大使 | 兼常驻联合国环境署代表、联合国人居署代表 |